# ژان کرتین

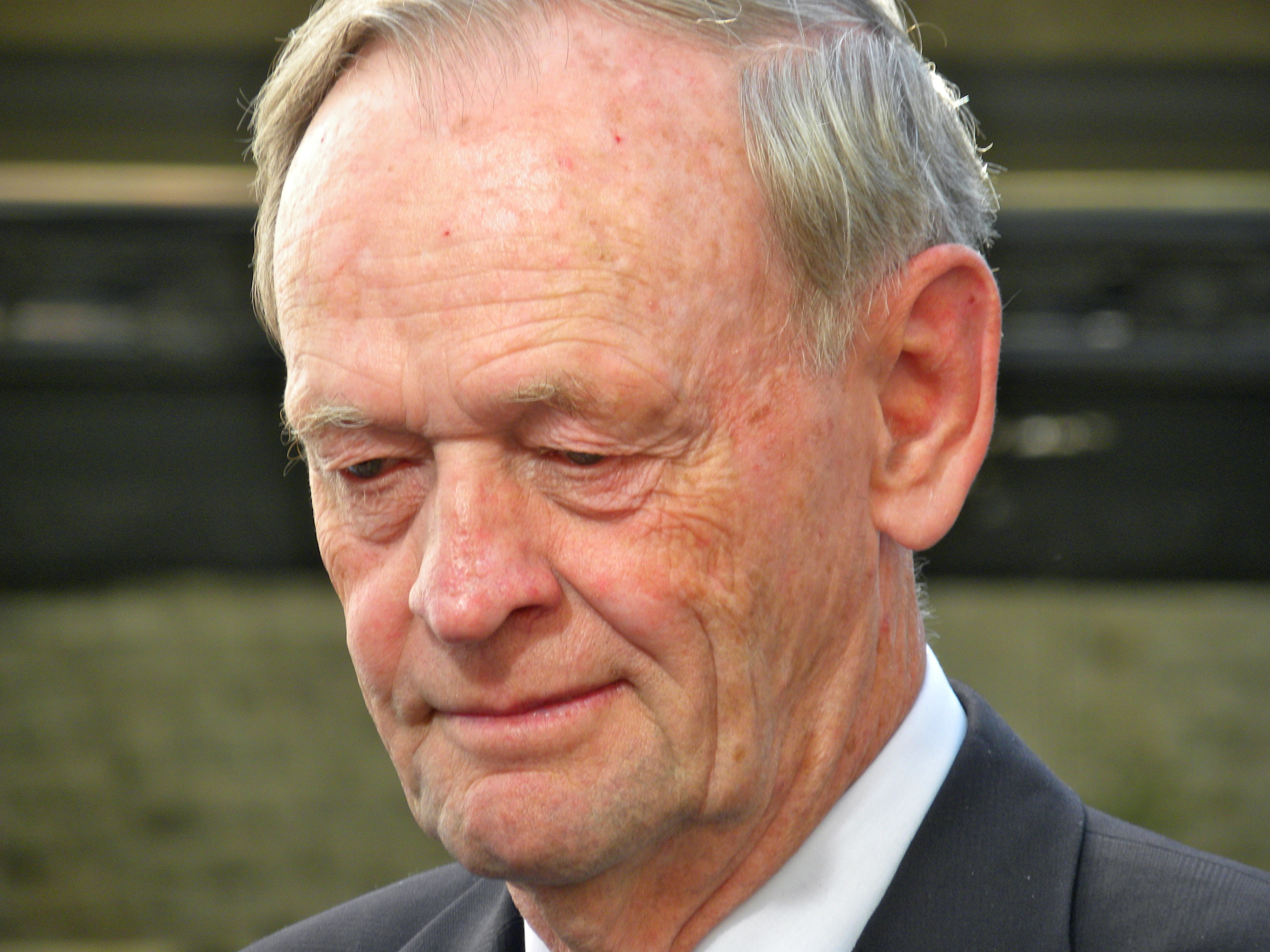
ژان کرتین نخست‌وزیر سابق کانادا

ژان کرتین (انگلیسی: Jean Chrétien؛ زادهٔ ۱۱ ژانویهٔ ۱۹۳۴) یک دولتمرد، سیاست‌مدار، وکیل و دیپلمات اهل کانادا است. او به عنوان بیستمین نخست‌وزیر کانادا از ۴ نوامبر ۱۹۹۳ تا ۱۲ دسامبر ۲۰۰۳ خدمت کرد. او به شدت با جنبش حاکمیت کبک مخالف بود و از سیاست دوزبان رسمی و چند فرهنگی حمایت می‌کرد.
از فیلم‌هایی که وی در آن حضور داشته‌است، می‌توان به مستند نقطه فروپاشی اشاره کرد.

## زندگی
کرتین در شاوینیگان (کبک) کانادا در سال ۱۹۳۴ متولد شد. او در دانشگاه لاوال حقوق خواند و در سپتامبر ۱۹۵۷ با الین کرتین ازدواج کرد و دارای یک پسر بنام میشل بود.